# Góry Lubowelskie

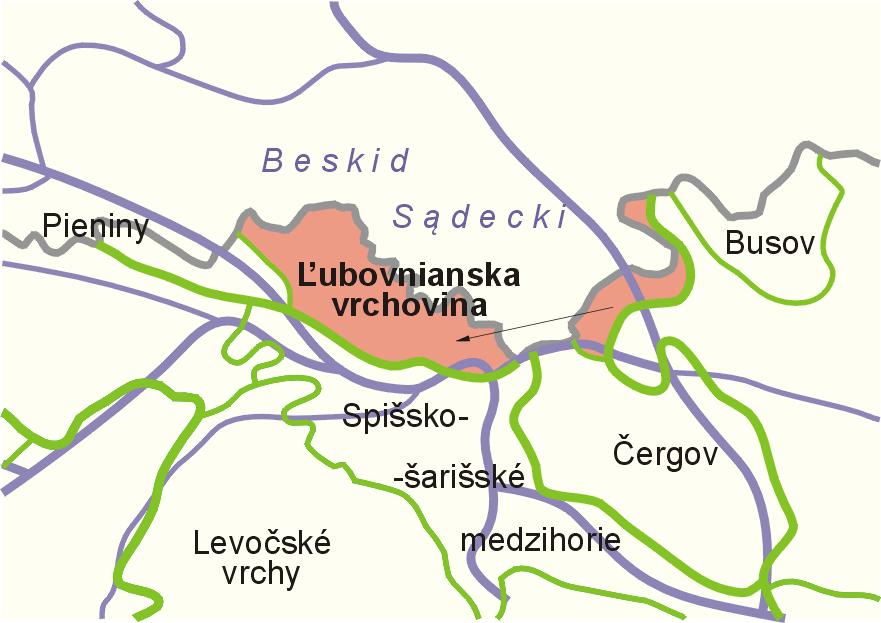
Góry Lubowelskie jako zachodni człon regionu Ľubovnianskiej vrchoviny, na tle geograficznych podziałów regionalnych słowackiego (wg E. Mazúra i M. Lukniša) i polskiego (wg J. Kondrackiego)

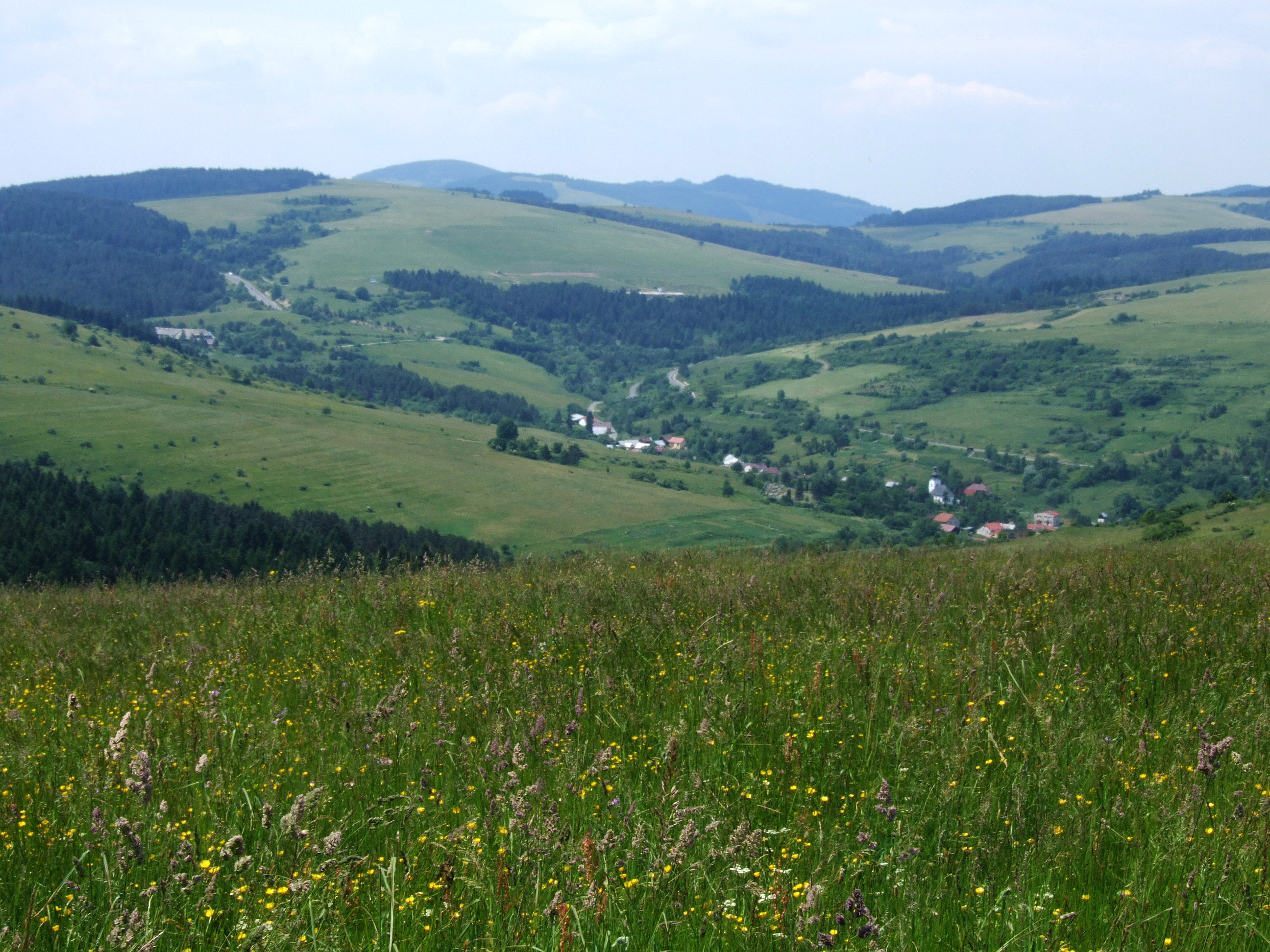
Wieś Kremna w dolinie potoku Hraničnej

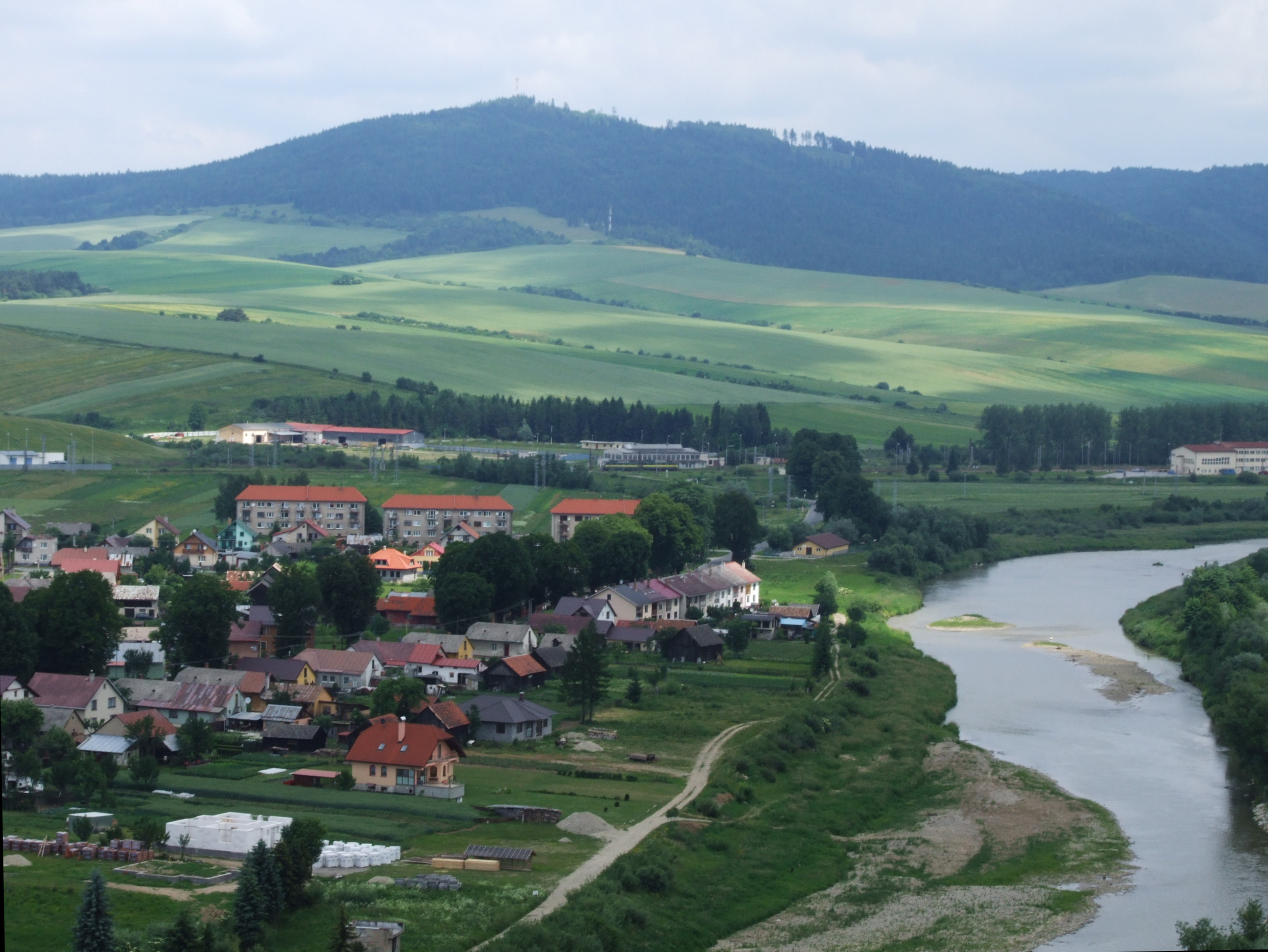
Widok na masyw Magury Orłowskiej z Zamku Pławiec

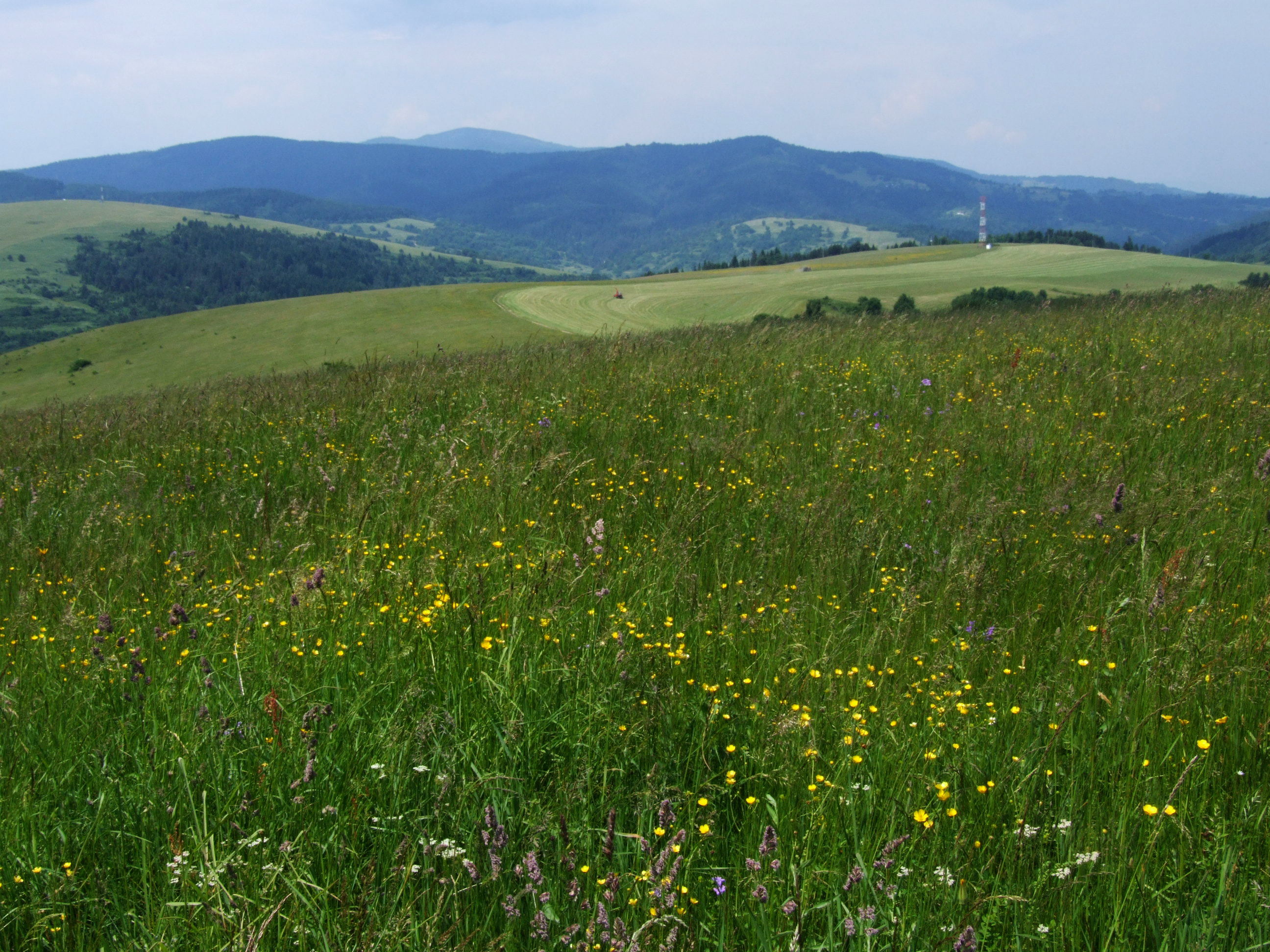
Wierzchowinowe polany w masywie Oślego Wierchu, w tle masyw Eliaszówki

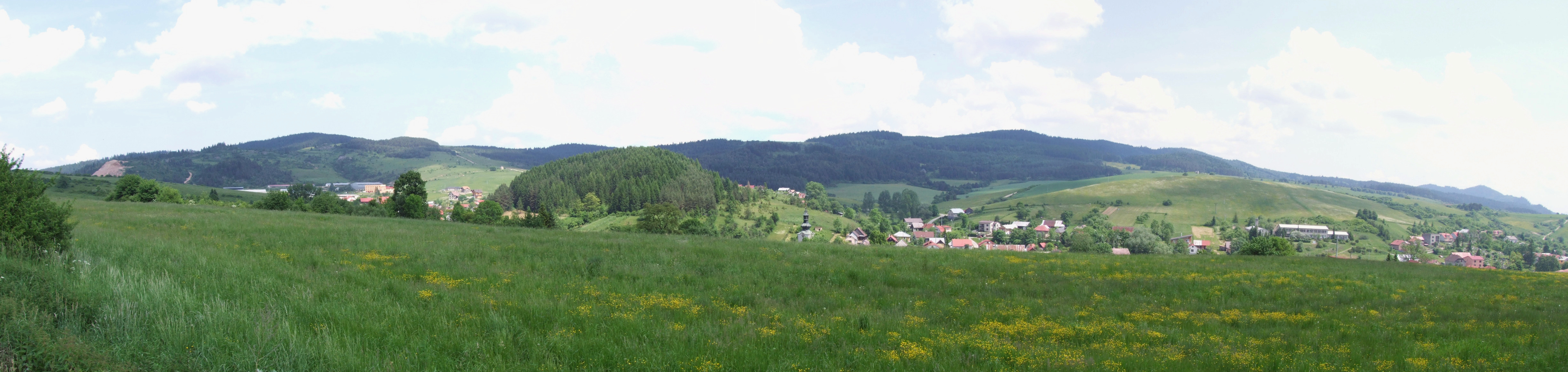
Zachodnia część pasma

Góry Lubowelskie lub Pasmo Lubowelskie – pasmo górskie w Beskidach Zachodnich położone na pograniczu słowacko-polskim, głównie na terytorium Słowacji, między miastami Piwniczną-Zdrój, Muszyną i Lubowlą. Stanowi zachodnią część regionu określanego w geografii polskiej jako Pogórze Popradzkie (według geografii słowackiej jest to region Ľubovnianska vrchovina). Pasmo jest południowo-wschodnim przedłużeniem Pasma Radziejowej w Beskidzie Sądeckim, rozciągając się od masywu Eliaszówki (1023 m) po zakole rzeki Popradu koło wsi Leluchów, gdzie mają swój początek Góry Leluchowskie, będące wschodnią częścią Pogórza Popradzkiego.

## Nazewnictwo
Nazwa Góry Lubowelskie występuje w popularnym przewodniku turystyczno-krajoznawczym o Beskidzie Sądeckim autorstwa Bogdana Mościckiego, nazwa Pasmo Lubowelskie pojawia się w wieloautorskiej, naukowej monografii Regionalna geografia fizyczna Polski.
W polskiej literaturze można spotkać się z twierdzeniem, iż słowacka nazwa pasma brzmi Ľubovnianska vrchovina, jednak nie jest to sformułowanie do końca poprawne. Ľubovnianska vrchovina w geografii słowackiej jest regionem o szerszym zasięgu niż tylko pasmo wzniesień sięgające od Eliaszówki po Leluchów – obejmuje także wschodni, słowacki fragment pasma Gór Leluchowskich przy Przełęczy Tylickiej. Słowacka nazwa regionu Ľubovnianska vrchovina, jak i utworzone na jej podstawie polskie nazwy Góry Lubowelskie i Pasmo Lubowelskie, pochodzą od miasta Lubowli, które zresztą według geografii słowackiej usytuowane jest nie w obrębie tegoż regionu, któremu dało nazwę, lecz w sąsiednim Międzygórzu Spisko-Szaryskim.
Ścisłym odpowiednikiem regionu Ľubovnianska vrchovina jest w polskiej geografii Pogórze Popradzkie, wyróżnione jako mezoregion w ramach wieloautorskiej regionalizacji fizycznogeograficznej Polski z 2018 roku. Przed 2018 rokiem obszar Pogórza Popradzkiego, a więc zarówno Góry Lubowelskie, jak i Leluchowskie, były w geografii polskiej traktowane, za regionalizacją Jerzego Kondrackiego z 1994 roku, jako integralna część Beskidu Sądeckiego.

## Topografia
Zachodnią granicę Gór Lubowelskich, za którą znajdują się Małe Pieniny, tworzą doliny potoków Rozdziela i Wielkiego Lipnika. Od południa i wschodu zasięg pasma wyznacza głęboka dolina Popradu. Poprad odziela omawiane góry od obniżenia Międzygórza Spisko-Szaryskiego oraz od Gór Leluchowskich i Pasma Jaworzyny Krynickiej. Mało wyraźna jest granica północna z Pasmem Radziejowej, którą prowadzi się umownie od Popradu doliną potoku Czercza na przełęcz Obidzę, a stąd doliną potoku Białej Wody.
Główny grzbiet pasma osiąga w linii prostej długość ok. 25 km i przebiega przez następujące punkty: przełęcz Obidza (930 m) – Eliaszówka (1023 m) – przełęcz Vabec (750 m) – Ośli Wierch (859 m) – Szeroki Wierch (884 m) – przełęcz Marmont (740 m) – Gruba Kłoda (803 m) – Magura Orłowska (839 m) – Magura Kurczyńska (894 m) – przełom Popradu pod Leluchowem. Pasmo prawie w całości położone jest na terytorium Słowacji. W granicach Polski znajdują się jedynie niewielkie jego skrawki, w tym północny skłon granicznego masywu Eliaszówki, wchodzące w skład Popradzkiego Parku Krajobrazowego.

## Środowisko przyrodnicze
Rzeźba terenu ma charakter niskich gór i pogórza, z przewyższeniami jedynie niekiedy większymi niż 300 m. Budulcem skalnym jest flisz karpacki w obrębie jednostki magurskiej. Miejscami na powierzchni pojawiają się wychodnie wapienne, m.in. w masywie Szczoba, przy Jarzębińskim Przełomie na potoku Mały Lipnik, czy koło wsi Údol. We wsi Sulin znajduje się źródło wody mineralnej Sulinka. W pokryciu terenu przeważają lasy, głównie świerkowe z nasadzenia człowieka, które zdominowały naturalne siedliska bukowo-jodłowe. Na terenach niżej położonych występują duże, nieposzatkowane na poletka łąki i pastwiska, na których wypasane są bydło i owce, choć dzikie polany pojawiają się miejscami także w wyższych partiach.

## Turystyka
Ruch turystyczny jest znikomy, stosunkowo licznie odwiedzane są jedynie Zamek Lubowelski i Skansen w Lubowli oraz Sanktuarium Matki Boskiej Litmanowskiej na polanie Zvir. Najciekawszymi widokowo są rozległe łąki położone na wzniesieniach otaczających wsie Litmanową, Jarzębinę i Kremną, przede wszystkim na grzbiecie łączącym Ośli Wierch z Wysokim Gruniem. Nad Popradem leżą odludne wioski Legnawa i Starina z zachowaną starą, drewnianą zabudową. Szlaki turystyczne bywają słabo oznakowane i wędrówka wymaga wnikliwego ich wyszukiwania oraz dobrej orientacji w terenie.
Bogdan Mościcki w swoim przewodniku o Górach Lubowelskich pisze: … to obszar spokojny. Z wyjątkiem otoczenia Starej Lubowli spotyka się niewielu ludzi, a turystów – prawie wcale. Najbardziej oddalone od spraw tego świata są Legnava i Starina. Niektóre szlaki turystyczne są słabo oznakowane i wędrówka wymaga wnikliwego ich wyszukiwania oraz dobrej orientacji w terenie.